# Kanton Saint-Pierre-Église
Kanton Saint-Pierre-Église (francouzsky Canton de Saint-Pierre-Église) byl francouzský kanton v departementu Manche v regionu Dolní Normandie. Tvořilo ho 18 obcí. Zrušen byl po reformě kantonů 2014.

## Obce kantonu
- Brillevast
- Canteloup
- Carneville
- Clitourps
- Cosqueville
- Fermanville
- Gatteville-le-Phare
- Gonneville
- Gouberville
- Maupertus-sur-Mer
- Néville-sur-Mer
- Réthoville
- Saint-Pierre-Église
- Le Theil
- Théville
- Tocqueville
- Varouville
- Le Vast